# Protoasekretis
Protoasekretis (grec. πρωτασηκρῆτις) – wysoki urzędnik bizantyński kierujący kancelarią cesarską. Miał duże wpływy na dworze z racji dostępu do cesarza bizantyńskiego. Zajmował się sporządzaniem chryzobulli cesarskich. Po roku 1106 urzędnik opuścił kancelarię i stał się przewodniczącym wielkiego trybunału w Konstantynopolu (atrybuty sądownicze miał od IX wieku). 